# A Touching Affair

A Touching Affair est un film muet américain réalisé par Sam Morris et sorti en 1910.

## Fiche technique
- Réalisation : Sam Morris
- Format : Noir et blanc, rapport de forme 1.33 : 1
- Genre : Comédie
- Date de sortie :  États-Unis : 1er décembre 1910

## Distribution
- J. Warren Kerrigan : Harry Kenwood
- Adrienne Kroell : Annie